# NGC 512
NGC 512 este o galaxie spirală situată în constelația Andromeda. A fost descoperită în 17 noiembrie 1827 de către John Herschel.